# 1810 en mathématiques
| Années des mathématiques : 1807 - 1808 - 1809 - 1810 - 1811 - 1812 - 1813    |
| Décennies des mathématiques : 1780 - 1790 - 1800 - 1810 - 1820 - 1830 - 1840 |

Cet article présente les faits marquants de l'année 1810 en mathématiques.

## Naissances
- 29 janvier : Ernst Kummer (mort en 1893), mathématicien allemand.

## Décès
- 7 février : Martin Odlanicki Poczobutt (né en 1728), jésuite, professeur d'astronomie et mathématicien polono-lituanien.
- 11 avril : Thomas Hornsby (né en 1733), astronome et mathématicien britannique.
- 30 octobre : François Français (né en 1768), mathématicien français.
- 6 décembre  : Nicolas Claude Duval-le-Roy (né en 1731), mathématicien et hydrographe français.